# Angela Moldovan
Angela Moldovan (ur. 19 września 1927 w Kiszyniowie, zm. 13 października 2013 w Bukareszcie) – rumuńska piosenkarka.
W jej repertuarze dominowały pieśni ludowe i romanse. W latach 1955–1976 wydała 16 albumów.

## Odznaczenia
Prezydent Ion Iliescu odznaczył ją Orderem Gwiazdy Rumunii.